# Kamil Krejčí

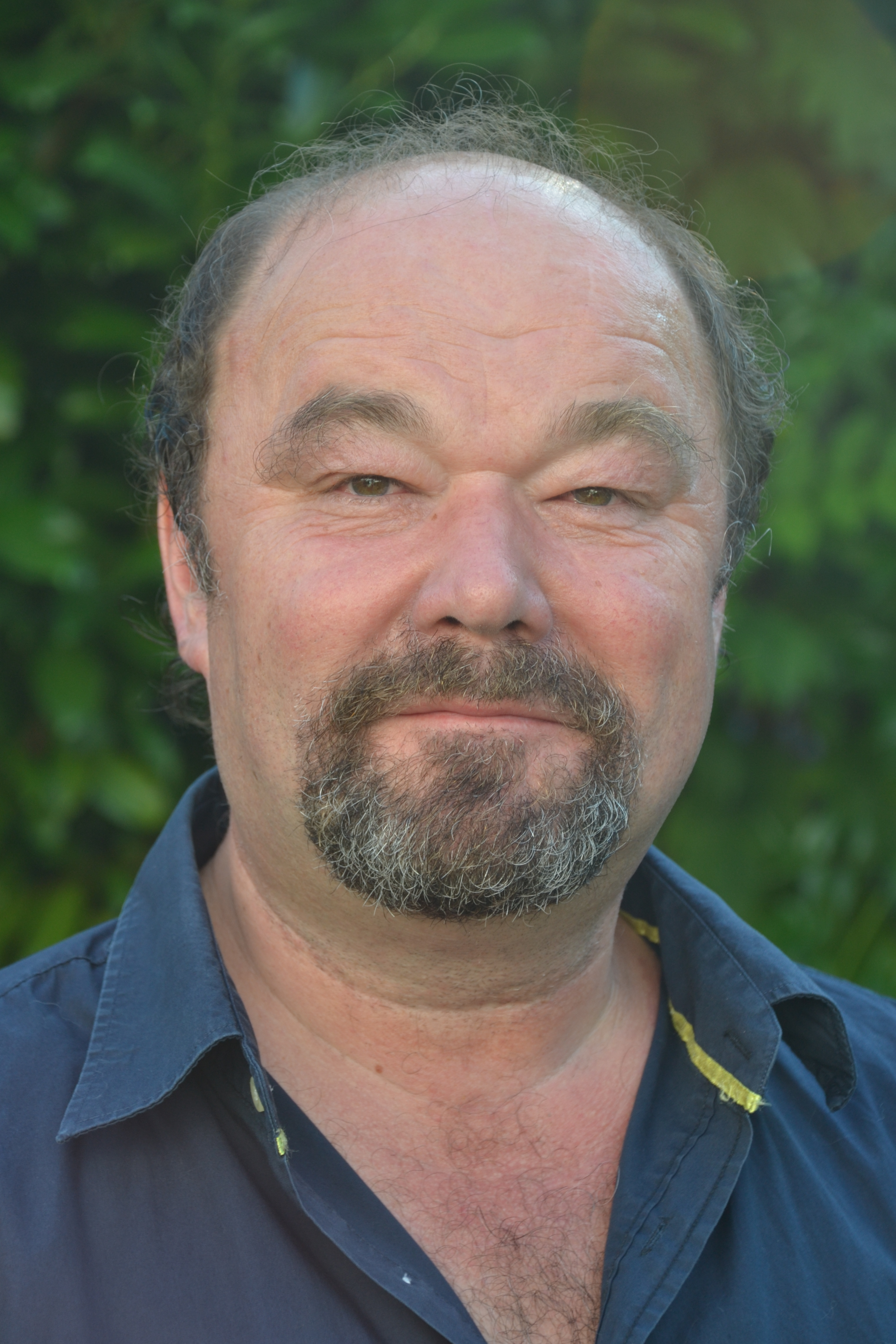

Kamil Krejčí (* 18. Oktober 1961 in Olmütz, Tschechoslowakei) ist ein tschechisch-schweizerischer Schauspieler, Regisseur und Autor, der seit 1968 in der Schweiz lebt.

## Leben
Kamil Krejčí besuchte die Schauspiel-Akademie Zürich, wo er sich zum Schauspieler und Regisseur ausbilden ließ. Seit 1987 ist er auf der Bühne und im Film tätig. Nach festem Engagement am Stadttheater St. Gallen und den städtischen Bühnen Münster war er freier Schauspieler und Regisseur. Krejčí wirkte an vielen Bühnen in der Schweiz und Deutschland, z. B. Fritz Rémond Theater, Komödie im Bayerischen Hof, Stadttheater Bern, Luzern, Solothurn. Außerdem spielte er in 65 Folgen den Erwin Imhof in Mannezimmer (Schweizer Fernsehen). Er war Gründer von verschiedenen Theatertruppen wie zum Beispiel: BIMbühne, Artsi Fartsi oder statttheater.
Krejčí war für die Textbearbeitungen von Der kleine Horrorladen, sowie die schweizerdeutsche Fassung des Musicals Elternabend für das Theater am Hechtplatz oder s’Dschungelbuech für das Bernhardtheater verantwortlich. Mehrere Jahre tourten die Familienmusical De Zauberlehrling, De chli Isbär sowie s'Dschungelbuech oder D’Schatzinsle durch die Schweiz. Die Bücher zu Zauberlehrling, Eisbär und Schatzinsel hat Krejci geschrieben, bei Dschungelbuch zeichnete er für Regie und Textfassung verantwortlich.
Krejčí ist der „Erfinder“ des „Adliswiler Weihnachtskalenders“. Von 2001 bis 2018 organisierte und veranstaltete er in Adliswil seinen lebenden Weihnachtskalender. Zusammen mit Brigitte Schmidlin und Beat Gärtner (statttheater) erzählte er täglich im Advent eigene und adaptierte Weihnachtsgeschichten. Krejci verfügt inzwischen über einen „Geschichtenfundus“ von mehr als 200 schweizerdeutsch geschriebenen Weihnachtsmärchen.
Er schrieb ab 2005 Kolumnen für den Zürcher Tages-Anzeiger, dann bis 2016 in der Zeitung „Züri 2“. Des Weiteren entstanden etliche Hörspiele sowohl unter seiner Regie wie auch unter seiner Feder, so zum Beispiel verschiedene bei SRF produzierte Schreckmümpfeli, Gruselgschichte, aber auch etliche CDs mit Papa Moll-Geschichten. In vielen weiteren Hörspielen wirkt er als Sprecher.

## Filmografie(Auswahl)
- 1984: Mann ohne Gedächtnis
- 1986: Motten im Licht
- 1986: Morlove
- 1987: Chaos am Gotthard
- 1988: Filou
- 1989: Die Nacht des Schleusenwärters (La nuit de l’éclusier)
- 1989: Geister&Gäste: In Memoriam Grand Hotel Brissago
- 1990: Bingo
- 1994: Ben oder die Wolkenpumpe
- 1994: Tschäss
- 1995: Der Mann ohne Schatten
- 1995: Eine Frau wird gejagt (Fernsehserie)
- 1995: Der Alte – Türkische Spezialitäten (Fernsehserie)
- 1996: Katzendiebe
- 1997–2001: Mannezimmer
- 1998: Der Alte – Rivalen (Fernsehserie)
- 2000: Spuren im Eis
- 2000: Komiker
- 2001: Kilimanjaro: How to Spell Love
- 2001: Der Alte – Verschmähte Liebe (Fernsehserie)
- 2002: Im Visier der Zielfahnder
- 2003: Natalie – Babystrich
- 2004: The Ring Thing
- 2004: Ferienfieber
- 2004: Leben auf Kredit
- 2006: Lüthi und Blanc
- 2006: The Magic Cut
- 2006: Havarie (2006)
- 2006: Tod eines Keilers
- 2007: Kleine Fische
- 2007: Hello Goodbye
- 2008: Tag und Nacht
- 2008: James Bond 007: Ein Quantum Trost (Quantum of Solace)
- 2009: Der Fürsorger
- 2009: Frühling im Herbst
- 2009: Alice – Paris
- 2010: 180° – Wenn deine Welt plötzlich Kopf steht
- 2011: Der böse Onkel
- 2012: Eine wen iig, dr Dällebach Kari
- 2013: Eye Opener
- 2014: Schweizer Helden
- 2014: Plötzlich Deutsch
- 2016: Aloys
- 2016: Die Welt der Wunderlichs
- 2016: Die Lehrer
- 2018: Wolkenbruchs wunderliche Reise in die Arme einer Schickse
- 2019: Amen Saleikum – Fröhliche Weihnachten
- 2019: Platzspitzbaby
- 2020: Die Donau ist tief. Ein Krimi aus Passau
- 2020: Moskau Einfach!
- 2020: Hidden Away (Volevo Nascondermi)
- 2022–2025: Die Beschatter
- 2022: Alles über Martin Suter. Ausser die Wahrheit
- 2022: Prinzessin
- 2023: The Palace

## Bücher
- mit Brigitte Schmidlin (Illustrationen): Adventsmümpfeli: en Wiehnachtskalender mit 24 Gschichte. Vierezwänzg Wiehnachtsgschichte. Statttheater, Adliswil 2003, ISBN 3-9522789-0-4 (Mundart).
- mit Brigitte Schmidlin (Illustrationen): Wienachtsmümpfeli: es Buech mit zwölf und einere Gschicht. Statttheater, Adliswil 2005, ISBN 978-3-9522789-1-8 (Mundart).
- mit Brigitte Schmidlin (Illustrationen): Adv. Vierezwänzg Wiehnachtsgschichte. Statttheater, Adliswil 2003, ISBN 978-3-9522789-2-5 (Mundart).

## Hörspiele und Hörbücher
- Als Sprecher Autor und Regisseur: seit 2003 sämtliche Papa Moll Hörspiele als Audio-CD.
- als Sprecher und Autor: Schreckmümpfeli: wenn die Äpfel reif sind. DRS 1.
- als Autor: Schreckmümpfeli: achtzehn Minuten zu spät. Schweizer Radio SRF.
- als Autor: Schreckmümpfeli: Elfenbein, Champagner, Trüffel Schweizer Radio SRF.
- als Autor: Schreckmümpfeli: Das verflixte siebente Jahr Schweizer Radio SRF.
- als Autor: Schreckmümpfeli: Totentanz Schweizer Radio SRF.
- als Zoodirektor / Bettler: Globi bei den Nashörnern. Globi Verlag, Zürich 2007, ISBN 978-3-85703-351-3 (als Audio-CD bei Phonag Records, Glattbrugg – EAN 7619949413470).
- als Veder: Astrid Lindgren: Die Brüder Löwenherz 2. Tudor Recording, Zürich 2006, ISBN 3-03776-452-X (Audio-CD).
- als Veder: Astrid Lindgren: Die Brüder Löwenherz 3. Tudor Recording, Zürich 2006, ISBN 3-03776-454-6 (Audio-CD).
- als Roboter: Andreas Schreiner: Mission Stärnehai. Chinderwält, Universal Family, Pratteln 2005, ISBN 3-03718-241-5 (Audio-CD).